# Zhao Xintong
Zhao Xintong (chinesisch 赵心童, Pinyin Zhào Xīntóng; * 3. April 1997 in Xi’an) ist ein chinesischer Snookerspieler. Er wurde 2025 als erster asiatischer Spieler Weltmeister.
Der zweimalige Amateurvizeweltmeister spielte von 2016 bis 2023 als Profi auf der Main Tour und gewann 2017 die Goldmedaille bei den Asian Indoor & Martial Arts Games. Als Profispieler gewann er 2021 die UK Championship und 2022 das German Masters. Nachdem er 2023 wegen der Beteiligung an illegalen Ergebnisabsprachen für 20 Monate gesperrt worden war, gelang ihm über die Q Tour zur Saison 2025/26 die Rückkehr auf die Profitour.

## Karriere

### 2012–2015: Erste Erfolge als Amateur
Im Juni 2012 machte Zhao Xintong erstmals international auf sich aufmerksam, als er das Achtelfinale des PTC-Turniers in Zhangjiagang erreichte und dort dem Engländer Stephen Lee nur knapp mit 3:4 unterlag. Einen Monat später schaffte er es ins Viertelfinale der U21-Weltmeisterschaft, das er mit 3:6 gegen Hammad Miah verlor.
Im September desselben Jahres nahm er als Wildcardspieler am Shanghai Masters teil, schied jedoch bereits in der Wildcardrunde aus. Wenige Tage später erreichte er die zweite Runde des PTC-Events in Yixing. Im Oktober 2012 erreichte Zhao durch einen Wildcardrunden-Sieg gegen Ken Doherty bei der International Championship erstmals die Finalrunde eines vollen Weltranglistenturniers. In der ersten Runde verlor er jedoch mit 5:6 gegen Matthew Stevens. Anschließend erreichte Zhao in der Saison 2012/13 noch die zweite Runde des PTC-Turniers in Zhengzhou, sowie die Finalrunde der Haikou World Open und der China Open 2013, bei denen er jeweils in der ersten Runde ausschied. Im Mai 2013 gelang ihm der Einzug ins Halbfinale der Asienmeisterschaft, das er jedoch gegen den späteren Asienmeister Saleh Mohammadi mit 3:6 verlor.
In der Saison 2013/14 schied Zhao beim Wuxi Classic und beim Shanghai Masters jeweils in der Wildcardrunde aus, bevor er bei den Zhengzhou Open 2013 die Runde der letzten 32 erreichte. Dort unterlag er jedoch dem späteren Turniersieger Liang Wenbo mit 0:4. Im Oktober 2013 erzielte Zhao mit dem Erreichen des Achtelfinals der International Championship sein bislang bestes Ergebnis bei einem vollen Ranglistenturnier. Einen Monat später gelang ihm der Einzug ins Finale der Amateur-Weltmeisterschaft. Dort unterlag er jedoch seinem Landsmann Zhou Yuelong mit 4:8 und verpasste somit knapp einen Profi-Platz auf der Main Tour 2014/15.
Bei den China Open 2014 erreichte Zhao erneut per Wildcard die Finalrunde, schied aber in der Runde der letzten 64 gegen den Waliser Michael White aus. Im Mai 2014 schaffte er es ins Halbfinale der U21-Weltmeisterschaft und verlor nur knapp mit 6:7 gegen den Iren Josh Boileau. Im Juni 2014 erreichte Zhao beim Wuxi Classic zum zweiten Mal das Achtelfinale eines Weltranglistenturniers. Er unterlag dort jedoch dem Engländer Shaun Murphy mit 2:5. Im selben Jahr erreichte er zudem das Achtelfinale des Shanghai Masters, die Runde der letzten 32 bei der International Championship und das Halbfinale der Amateur-WM. Im März 2015 gelang Zhao bei den China Open erneut als Wildcardspieler der Einzug in die Runde der letzten 64. Dort schied er gegen den Waliser Mark Williams aus.

### 2015/16: Amateurspieler auf der Main Tour
Am Saisonende versuchte er, sich über die Q-School für die Main Tour zu qualifizieren. Beim zweiten Turnier erreichte er das entscheidende Finale seiner Gruppe. Dreimal ging er gegen Duane Jones in Führung und verlor nach dreimaligem Ausgleich den Entscheidungsframe mit 60:67 Punkten. Trotz verpasster Qualifikation durfte er über die Order of Merit des Turniers als Amateur an den Qualifikationsturnieren einer Reihe von Weltranglistenturnieren der Saison 2015/16 teilnehmen. Bei den Australian Open erreichte er die dritte von vier Runden, bei der International Championship gab es nur ein Qualifikationsspiel, das er gegen Stuart Carrington mit 6:0 gewann und so erneut in die Finalrunde eines großen Turniers einzog. Dort spielte er im Erstrundenmatch gegen John Higgins mit 142 Punkten das höchste Break des Turniers, unterlag dem späteren Sieger des Turniers aber dennoch mit 2:6.
Im November 2015 erreichte er zum zweiten Mal das Finale der Amateur-Weltmeisterschaft und verlor dieses mit 6:8 gegen den Inder Pankaj Advani. Im Dezember 2015 nahm er erstmals an der UK Championship teil, schied jedoch in der ersten Runde gegen Mark Allen aus. Wenige Tage später besiegte er in der Qualifikation zum German Masters 2016 seinen Landsmann Cao Yupeng und qualifizierte sich anschließend durch einen 5:1-Sieg gegen den Amateurspieler Ashley Hugill zum ersten Mal für das in Berlin stattfindende Weltranglistenturnier. Bei der Hauptrunde im Februar 2016 verlor er in der Runde der letzten 32 mit 2:5 gegen den späteren Finalisten Luca Brecel. Wenige Tage später schied er in der Qualifikation der China Open gegen Ben Woollaston aus. Bei den Welsh Open 2016, bei denen es keine Qualifikationsrunde gab, unterlag er in der ersten Runde dem Engländer Mark Davis.
Als Finalist der Amateur-WM 2015 wurde Zhao von der WPBSA zur, im April 2016 stattfindenden, Qualifikation der Profi-Weltmeisterschaft eingeladen. Dort besiegte er in der ersten Runde nach einem 2:6-Rückstand den Engländer Rod Lawler mit 10:9, bevor er in der zweiten Runde, trotz einer 6:3-Führung nach der ersten Session, mit 8:10 gegen Kurt Maflin ausschied.

### 2016/17: Erste Saison als Profi

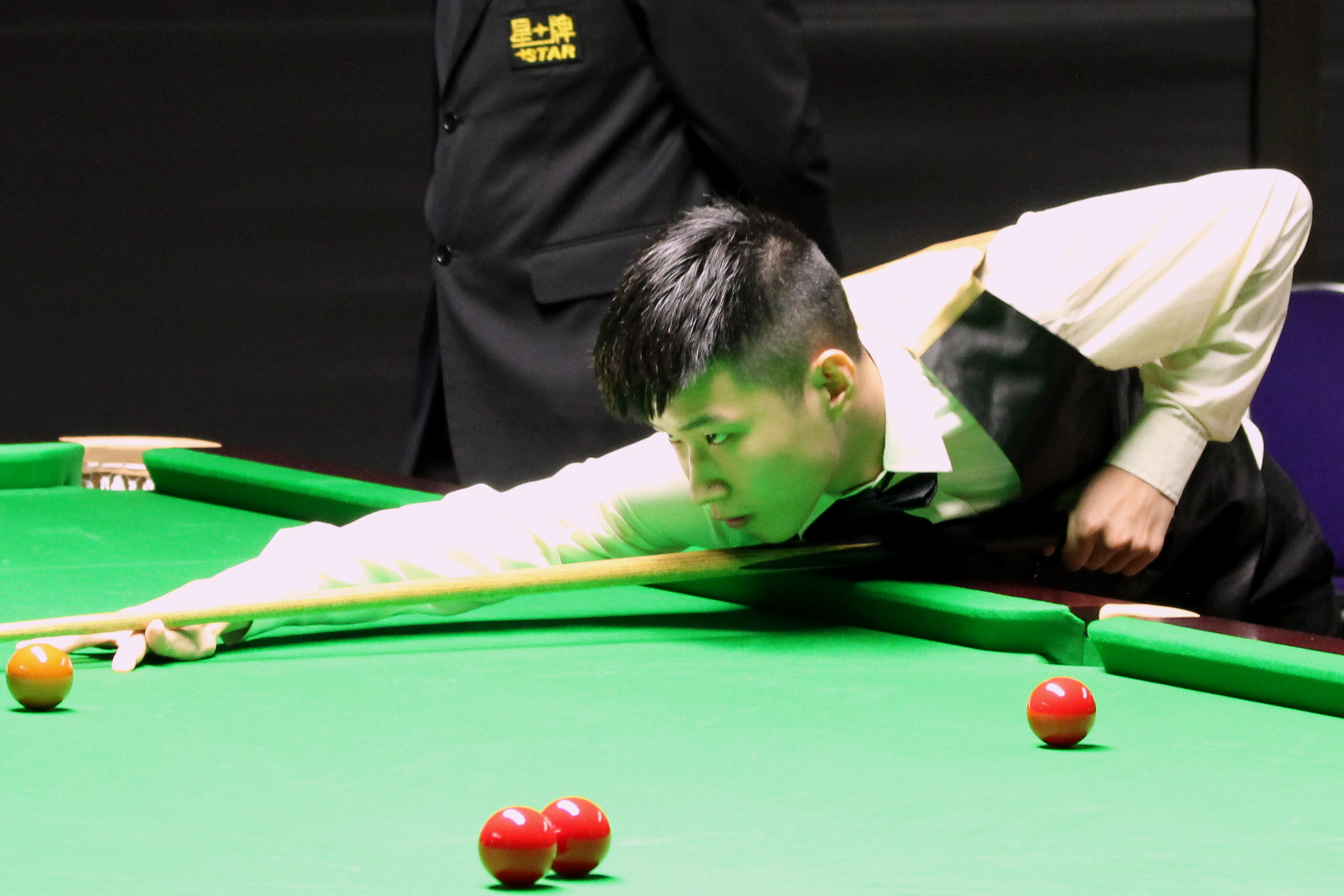
Zhao Xintong beim Paul Hunter Classic 2016

Im Mai 2016 erhielt Zhao als Amateur-Vizeweltmeister von 2015 einen Main-Tour-Platz für die folgenden beiden Spielzeiten, da der eigentlich qualifizierte Weltmeister Pankaj Advani auf seinen Platz verzichtete.
In seine erste Profisaison startete er mit einem 4:3-Sieg gegen Tom Ford in der Qualifikation zu den Indian Open. Sein erster größerer Erfolg als Profi war das Erreichen der Runde der letzten 32 beim Riga Masters. Zwei Wochen später schied er hingegen beim Hauptturnier der Indian Open in Hyderabad in der Runde der letzten 64 gegen Gary Wilson aus. Auch beim Paul Hunter Classic 2016 und bei den English Open 2016 erreichte er die Runde der letzten 64. Bei dem Turnier in Manchester unterlag er dem mehrmaligen Weltmeister Ronnie O’Sullivan mit 3:4. Bei der International Championship 2016 und der UK Championship 2016 schaffte er es ebenfalls in die Runde der letzten 64. Im Dezember 2016 qualifizierte er sich durch einen 5:1-Sieg gegen den früheren Weltmeister John Higgins für die Hauptrunde des German Masters 2017. In Berlin besiegte er Akani Songsermsawad mit 5:0 und zog zum vierten Mal bei einem Ranglistenturnier in die Runde der letzten 16 ein. Bei seinem ersten Profi-Achtelfinale außerhalb Chinas ging er gegen Allister Carter zunächst in Führung, musste sich ihm aber schließlich mit 4:5 geschlagen geben. Im weiteren Saisonverlauf gelangen ihm noch drei Siege, davon einer beim Snooker Shoot-Out und zwei bei den Gibraltar Open. In der Qualifikation zur WM 2017 traf er in der ersten Runde auf Mark Williams, den am höchsten gesetzten Teilnehmer der Qualifikation. Gegen den Waliser konnte er einen 0:4-Rückstand zu einem 4:4 ausgleichen und ging mit 7:5 in Führung, bevor er schließlich mit 7:10 verlor. Seine erste Profisaison schloss er in der Weltrangliste auf dem 87. Platz ab.

### 2017/18: Zweite Profisaison
In der Saison 2017/18 schied er bei den ersten beiden Turnieren in der Qualifikationsrunde aus. Bei der CVB International Challenge war er Teil des chinesischen Teams, das mit 6:29 (Frames) gegen Großbritannien verlor. Beim Paul Hunter Classic 2017 erreichte Zhao das Achtelfinale, in dem er mit 2:4 gegen den späteren Finalisten Shaun Murphy ausschied. Es war bis zur WM sein bestes Ergebnis bei einem Ranglistenturnier in dieser Spielzeit. Anfang September 2017 ging er bei den Indian Open in der Runde der letzten 64 gegen den späteren Turniersieger John Higgins mit 2:0 in Führung, musste sich dem Schotten aber schließlich mit 3:4 geschlagen geben. Kurz darauf gewann er bei den Asian Indoor & Martial Arts Games 2017 durch einen 4:2-Finalsieg gegen Hossein Vafaei die Goldmedaille im Einzel und gemeinsam mit Yan Bingtao und Zhou Yuelong die Bronzemedaille im Team. Bis zur WM kam er in dieser Spielzeit bei fünf weiteren vollwertigen Ranglistenturnieren unter die besten 64, darunter das European Masters 2017 sowie die International Championship 2017 und die UK Championship 2017, bei denen er an Mark Selby, Mark Allen beziehungsweise Marco Fu scheiterte. Bei den Gibraltar Open 2018, dem zweiten Pro-Am-Turnier der Saison, gelangte er in die Runde der letzten 32, in der er seinem Landsmann Zhang Yong unterlag. Weil er bei den großen Ranglistenturnieren aber nie über die zweite Runde hinauskam, bewegte er sich in der Weltrangliste nicht von Stelle. Er begann die Saison als Nummer 72 und beendete sie auf Platz 77 und verlor deshalb seinen Profistatus.

### 2018/19: Erster Einzug ins Crucible
Der Chinese nahm im Mai 2018 erneut an der Q School teil und beim zweiten Turnier gelang ihm die sofortige Wiederqualifikation für die Main Tour. Gegen Dechawat Poomjaeng setzte er sich im Entscheidungsspiel mit 4:1 durch.
Zu Beginn seiner dritten Profisaison besiegte er beim Riga Masters unter anderem Shaun Murphy und erreichte das Achtelfinale. Nachdem er bei den World Open in die Runde der letzten 64 gekommen war, zog er bei der China Championship durch Siege gegen Anthony McGill, Fergal O’Brien und den amtierenden Weltmeister Mark Williams erstmals in das Viertelfinale eines Ranglistenturniers ein. In der Runde der besten 8 setzte er sich anschließend mit 5:4 gegen Barry Hawkins durch und erreichte so erstmals das Halbfinale, in dem er sich jedoch dem Weltranglistenersten Mark Selby mit 4:6 geschlagen geben musste. Bei der International Championship 2018 erreichte er die Runde der letzten 32 und verlor gegen seinen Landsmann Ding Junhui (4:6). Neben Erstrundenniederlagen bei den Northern Ireland Open und der UK Championship sowie dem Qualifikations-Aus beim German Masters 2019 folgte bis zum Jahresende das Erreichen des Sechzehntelfinales bei den Scottish Open 2018, in dem er erneut gegen Ding Junhui verlor (3:4).
Anfang 2019 erhielt Zhao als einer der besten 32 Spieler der ersten Saisonhälfte erstmals einen Startplatz beim World Grand Prix, bei dem er jedoch sein Auftaktspiel gegen Stuart Bingham mit 1:4 verlor. Wenig später kam er bei den Welsh Open, nachdem er unter anderem Alexander Ursenbacher besiegt hatte, zum zweiten Mal in ein Viertelfinale. Er traf erneut auf Stuart Bingham, dem er nun mit 2:5 unterlag. Bis zum Saisonende erreichte er noch zweimal die Runde der letzten 32 (Snooker Shoot-Out 2019, Indian Open 2019) und scheiterte bei den China Open zum vierten Mal in Folge in der Qualifikation.
In der Qualifikation zur Weltmeisterschaft setzte er sich gegen Adam Lilley (10:2), Noppon Saengkham (10:5) und Matthew Selt (10:4) durch und schaffte damit im vierten Anlauf erstmals den Einzug in die WM-Endrunde im Crucible Theatre. In Sheffield traf er in der ersten Runde auf den dreimaligen Weltmeister Mark Selby, gegen den Zhao zwischenzeitlich mit 3:0, 5:1 und 6:5 geführt hatte, bevor der Engländer die Partie drehte und sich schließlich mit 10:7 durchsetzte. Durch das Erreichen der WM-Endrunde verbesserte sich Zhao zum Saisonende in der Weltrangliste auf den 59. Platz und kam damit erstmals in die Top 64.

### 2019/20: Aufstieg in die Top 32
Seine vierte Profisaison begann für Zhao mit zwei frühen Niederlagen. Erst bei der China Championship 2019 kam er über die Runde der letzten 64 hinaus und gelangte, nachdem er unter anderem Ding Junhui besiegt hatte, ins Achtelfinale, in dem er knapp gegen Barry Hawkins (4:5) verlor. Drei Wochen später kam er auch bei den English Open unter die besten 16 und scheiterte diesmal an David Gilbert (1:4). Nachdem er bei den World Open in der Runde der letzten 64 ausgeschieden war, erneut gegen Gilbert, und bei den Northern Ireland Open bereits sein Auftaktspiel verloren hatte, erreichte er bei der UK Championship erstmals das Sechzehntelfinale, in dem er sich Stuart Bingham mit 1:6 geschlagen geben musste. Beim letzten Turnier des Jahres 2019, den Scottish Open, folgte eine weitere Erstrundenniederlage.
In der zweiten Saisonhälfte erzielte Zhao einige bessere Ergebnisse. Dreimal gelangte er ins Achtelfinale (beim European Masters, beim World Grand Prix und bei den Welsh Open). Sein bestes Saisonergebnis erzielte er beim German Masters 2020, bei dem er unter anderem Titelverteidiger Kyren Wilson (5:4) besiegte und das Viertelfinale erreichte, in dem er Shaun Murphy mit 3:5 unterlag. Im Juni 2020 sagte Zhao, der im Vorjahr erstmals ins Crucible eingezogen war, neben mehreren anderen Spielern aufgrund der COVID-19-Pandemie seine Teilnahme an der Qualifikation zur WM 2020 ab. In der Weltrangliste verbesserte er sich über die Saison hinweg um 30 Plätze und belegte am Saisonende den 29. Rang.

### 2020/21: Fünfte Profisaison
In seine fünfte Profisaison startete Zhao mit zwei Siegen in seiner Erstrundengruppe bei der Championship League und qualifizierte sich somit für die zweite Runde. Schließlich zog er in die Halbfinalgruppe ein, in der er unter anderem gegen den früheren Weltmeister Mark Selby gewann und als Zweitplatzierter hinter Judd Trump nur knapp den Einzug ins Endspiel verpasste. Nach einer Erstrundenniederlage beim European Masters kam er in der ersten Saisonhälfte bei allen Turnieren mindestens in die zweite Runde. Seine besten Ergebnisse erzielte er bei den Northern Ireland Open (Achtelfinale) und beim World Grand Prix, bei dem er unter anderem durch einen Sieg gegen John Higgins das Viertelfinale erreichte, in dem er sich Jack Lisowski mit 3:5 geschlagen geben musste.
Im zweiten Halbjahr überstand Zhao stets die Auftaktrunde, kam jedoch nicht über die Runde der letzten 32 hinaus. So scheiterte er bei der WST Pro Series in der Zwischenrunde als Gruppensiebter und bei den Gibraltar Open verlor er im Sechzehntelfinale mit 0:4 gegen David Gilbert. Bei der Qualifikation zur WM 2021 war Zhao in der dritten Runde gesetzt. Nach einem 6:3-Auftaktsieg gegen Kacper Filipiak musste er sich jedoch im entscheidenden Qualifikationsspiel dem Engländer Sam Craigie knapp mit 9:10 geschlagen geben. In der Weltrangliste verbesserte er sich zum Saisonende auf den 26. Platz.

### 2021/22: Sieger der UK Championship
Zu Beginn der Spielzeit 2021/22 musste Zhao mehrere Auftaktniederlagen hinnehmen, nur zweimal kam er in der ersten Saisonhälfte über die erste Runde hinaus. Nachdem er bei den English Open in die Runde der letzten 32 gelangt war, zog er im Dezember 2021 bei der UK Championship unter anderem durch Siege gegen John Higgins, Jack Lisowski und Barry Hawkins ins Endspiel ein, in dem er den Belgier Luca Brecel mit 10:5 besiegte und zum ersten Mal ein Weltranglistenturnier gewann.
Durch den Sieg bei der UK Championship gelangte Zhao erstmals unter die Top 16 der Weltrangliste, wodurch er Anfang 2022 am Masters teilnehmen konnte. Bei dem Einladungsturnier in London musste er eine Auftaktniederlage gegen John Higgins hinnehmen. Nach einem Erstrundenaus beim Snooker Shoot-Out besiegte er beim German Masters unter anderem den Titelverteidiger und Weltranglistenersten Judd Trump, bevor er sich im Finale gegen seinen Landsmann Yan Bingtao mit 9:0 durchsetzte und als zweiter Chinese nach Ding Junhui (2014) das Turnier in Berlin gewann. Nach Steve Davis (Grand Prix 1989) und Neil Robertson (European Masters 2020) war Zhao der dritte Spieler, dem in einem Ranglistenturnierfinale mit zwei Sessions ein whitewash gelang.
Nachdem er bei der Championship League als Fünftplatzierter der Winners’ Group knapp das Halbfinale verpasst hatte, schied Zhao bei den folgenden Turnieren früh aus. So musste er bei der Players Championship und bei der Tour Championship, für die er als Erstplatzierter der Saisonrangliste erstmals qualifiziert war, Auftaktniederlagen hinnehmen und kam bei den übrigen Turnieren nicht über die Runde der letzten 32 hinaus. Bei der WM 2022 gehörte er erstmals zu den gesetzten Spielern und erreichte bei seiner zweiten Crucible-Teilnahme durch einen Auftaktsieg gegen Jamie Rhys Clarke das Achtelfinale, in dem er dem Schotten Stephen Maguire mit 9:13 unterlag. In der Weltrangliste beendete er die Saison auf dem 6. Rang, seiner bislang besten Platzierung.

### Seit 2023: Sperre und Rückkehr auf die Profitour
Am Anfang der Saison 2022/23 erreichte Zhao bei der Championship League den dritten Platz in seiner Endrundengruppe und verpasste punktgleich mit dem Erstplatzierten Luca Brecel knapp den Einzug ins Finale. Bei den folgenden Ranglistenturnieren bis zum Jahresende kam er hingegen nicht über die Runde der letzten 32 hinaus. Lediglich beim Einladungsturnier Champion of Champions erreichte er das Viertelfinale, in dem er dem späteren Turniersieger Ronnie O’Sullivan unterlag.
Im Juni 2023 wurde Zhao aufgrund der Teilnahme an illegalen Ergebnisabsprachen („Match-Fixing“) einer Reihe chinesischer Spieler von der WPBSA bis zum 1. September 2024 suspendiert. Er hatte sich schuldig bekannt und zur Aufklärung beigetragen, dadurch hatte er eine geringere Strafe erhalten als zunächst vorgesehen. Bereits ab Jahresbeginn 2023 war er vorläufig gesperrt gewesen.
Nach Ablauf seiner Sperre trat Zhao ab September 2024 auf der Q Tour an. Nachdem er bei seiner ersten Turnierteilnahme in der Runde der letzten 64 am ehemaligen Profi Craig Steadman gescheitert war, gewann er die folgenden vier Turniere und qualifizierte sich als Erstplatzierter der Gesamtrangliste für die Profispielzeiten 2025/26 und 2026/27.
Im Oktober 2024 nahm er bei der UK Championship zum ersten Mal nach knapp zwei Jahren wieder an einem Profiturnier teil. Nachdem er in der Qualifikation unter anderem Noppon Saengkham und Ricky Walden besiegt hatte, musste er sich in der Runde der letzten 32 dem Engländer Shaun Murphy mit 5:6 geschlagen geben. Bei der WM-Qualifikation 2025 setzte er sich gegen Cheung Ka Wai (10:3), Long Zehuang (10:8), Lü Haotian (10:4) und Elliot Slessor (10:8) durch und zog damit als dritter Amateur nach James Cahill (2019) und Michael White (2022) in die WM-Endrunde im Crucible Theatre ein. Dort besiegte er Jak Jones (10:4), Lei Peifan (13:10), Chris Wakelin (13:5) und Ronnie O’Sullivan (17:7) und wurde durch einen 18:12-Finalsieg gegen den Waliser Mark Williams als erster Chinese Weltmeister. Er war als erster Amateur über das Achtelfinale hinausgekommen und gewann nach Alex Higgins (1972), Terry Griffiths (1979) und Shaun Murphy (2005) als vierter Qualifikant den WM-Titel.

## Erfolge
| Ergebnis           | Jahr    | Turnier                           | Finalgegner          | Endstand |
| ------------------ | ------- | --------------------------------- | -------------------- | -------- |
| Amateurturniere    |         |                                   |                      |          |
| Finalist           | 2013    | IBSF-Weltmeisterschaft            | Zhou Yuelong         | 4:8      |
| Finalist           | 2015    | IBSF-Weltmeisterschaft            | Pankaj Advani        | 6:8      |
| Sieger             | 2024/25 | WPBSA Q Tour – Event 3            | Craig Steadman       | 4:3      |
| Sieger             | 2024/25 | WPBSA Q Tour – Event 4            | Ryan Davies          | 4:2      |
| Sieger             | 2024/25 | WPBSA Q Tour – Event 5            | Ryan Thomerson       | 4:2      |
| Sieger             | 2024/25 | WPBSA Q Tour – Event 6            | Ehsan Heydari Nezhad | 4:1      |
| Multisportevents   |         |                                   |                      |          |
| Sieger             | 2017    | Asian Indoor & Martial Arts Games | Hossein Vafaei       | 4:2      |
| Ranglistenturniere |         |                                   |                      |          |
| Sieger             | 2021    | UK Championship                   | Luca Brecel          | 10:5     |
| Sieger             | 2022    | German Masters                    | Yan Bingtao          | 9:0      |
| Sieger             | 2025    | Weltmeisterschaft                 | Mark Williams        | 18:12    |

## Saisonübersicht
| Weltrangliste WRL | AP EP |

| – ET |
| – ET |

| R3    |
| R1 ET |

| R1    |
| R2 ET |

| R3   |
| – ET |

| –    |
| – ET |

| –    |
| – ET |

| Legende | Legende                               |
| ------- | ------------------------------------- |
| S       | Sieger                                |
| F       | Finalist                              |
| HF      | Halbfinalist                          |
| VF      | Viertelfinalist                       |
| AF      | Achtelfinalist                        |
| LX      | Niederlage in der Runde der letzten X |
| RX      | Niederlage in Runde X                 |
| WR      | Niederlage in der Wildcardrunde       |
| QR      | Niederlage in der Qualifikation       |
| NQ      | Nicht qualifiziert                    |
| –       | nicht teilgenommen                    |
| –       | keine Weltranglistenplatzierung       |
| n. a.   | nicht ausgetragen                     |
| k. R.   | keine Rangliste                       |
| TS / TN | Turniersiege / Teilnahmen             |
| AP      | Ranglistenposition am Saisonbeginn    |
| EP      | Ranglistenposition am Saisonende      |

## Sonstiges
In seiner Autobiographie schrieb der frühere Weltmeister Steve Davis über Zhao Xintong, der ihn in der Wildcardrunde der International Championship 2013 besiegt hatte:

“This boy was astonishingly good and better than anybody I have ever seen at that age – and that includes Ronnie O’Sullivan!”

„Dieser Junge war erstaunlich gut und besser als jeder andere in seinem Alter, den ich gesehen habe – einschließlich Ronnie O’Sullivan!“